# Determinisme biològic

ADN

El determinisme biològic, en sociologia, filosofia de la ciència i biologia, descriu la creença que el comportament humà és controlat pels gens d'un individu.
El determinisme biològic afirmaria que tant les normes de conducta compartides com les diferències socials i econòmiques que hi ha entre els grups, bàsicament diferències de raça, de classe i de sexe, deriven de certes diferències heretades innates, i que en aquest sentit, la societat constitueix un reflex fidel de la biologia. El determinisme biològic hauria tingut un paper negatiu en l'explicació i creació de conceptes com la raça, el gènere i la sexualitat.
El determinisme biològic es planteja avui en termes de determinisme genètic, un conjunt de teories que defensen la possibilitat de donar respostes últimes al comportament dels éssers vius a partir de la seva estructura genètica. Per tant, la conducta, tant dels animals com de l'ésser humà, obeeix a formes que han estat necessàries per a la supervivència dels seus gens, i que s'estenen a complexos sistemes socials adaptats al seu més favorable procés evolutiu.
El consens científic és que actualment no hi ha proves per al determinisme biològic estricte en les ciències biològiques i psicològiques. Els trets físics i comportaments són fenotips ja que són el resultat d'interaccions complexes entre la biologia i el medi ambient.

## Determinisme biològic i genètic en l'espècie humana
En el cas dels humans, "màquina de supervivència" dels seus gens, segons la definició de Richard Dawkins, igual que les seves característiques físiques, factors tan controvertits com són el racisme, la desigualtat social, la competitivitat, les guerres, la fam, les malalties, l'agressivitat, les diferències entre sexes, el lliure albir o l'altruisme, són justificats pels deterministes biològics, essencialment, a partir de factors heretats pels gens, els quals al seu torn es regeixen pels processos evolutius que operen en la selecció natural, establerts per Charles Darwin a la segona meitat del s. XIX, difosos amb posterioritat pel darwinisme social i el ressò contemporani es troba en les teories sociobiològiques, subscrites entre d'altres, per Edward O. Wilson o Richard Dawkins, que han trobat en autors com RC Lewontin, Steven Rose, Leon J. Kamin o Stephen Jay Gould seus més ferms oponents, en manifestar en les seves crítiques que, escudant-se en el determinisme biològic, s'intenta legitimar l'estatus elitista de determinats grups de poder socials, polítics i econòmics, en l'ordre capitalista mundial avui imperant. Aquests grups justificarien l'exercici de la seva autoritat, domini i opressió, sobre els "naturalment" menys afavorits per la selecció natural, sobre la base d'una aparent escassetat de recursos o al notable i progressiu creixement de les poblacions, factors que en última instància, segons els deterministes biològics, condicionen la conducta humana.

## Crítiques al determinisme

### No està en els gens- Lewontin, Rose i Kamin
El determinisme biològic, pel qual advoca la sociobiologia contemporània i que avui Edward Osborne Wilson planteja en termes de determinisme genètic, és ratllat per R.C. Lewontin, Steven Rose, Leon J. Kamin en No està en els gens (1987), com directe successor intel·lectual del Leviatan (1651) de Thomas Hobbes (1588-1679) i de la seva cèlebre màxima: "homo homini lupus", "el home és un llop per a l'home ", que va anteposant els interessos individuals als col·lectius va contribuir en gran manera a l'establiment de les bases de la societat burgesa, sustentades en la competitivitat, l'egocentrisme, la desconfiança i la depredació humana; fets naturals i inevitables per Hobbes, ja que segons ell l'estructura biològica de l'home així ho determina.

### Determinisme biològic i neoliberalisme
Per Pankaj Mehta, professor de la Universitat de Boston, la història està plena d'exemples aterridors sobre l'abús de la teoria de l'evolució per justificar la dominació i la desigualtat i amb el neoliberalisme econòmic i social estaríem vivint una nova època d'auge del determinisme biològic, del determinisme genètic i del darwinisme social. Per a aquest autor la relació entre genètica i determinisme és antiga i, per exemple un dels instituts d'investigació genètica més importants, l'origen va ser eugenèsic, és el Cold Spring Harbor Laboratory. Estaríem vivint el principi de l'era genòmica unit a una nova Gilded Age en què una petitíssima elit global (no més de l'1% davant el 99% restant) té el poder i la riquesa per a dominar el món, que, tot i que no necessita justificació, al·ludeix, a pressupostos deterministes genètics. El concepte d'heretabilitat és útil però és una abstracció que depèn completament dels models estadístics utilitzats en la seva definició -amb les premisses i prejudicis subjacents.

### El concepte d'heretabilitat i els GWAS
Pankaj ho explica així. Els nous estudis basats en la seqüenciació genètica confirmen les similituds entre humans al 99,9%, amb diferències del 0,1% de l'ADN (que explicarien variacions en el color de la pell, l'alçada i la propensió a emmalaltir. No hi ha dubtes sobre l'existència d'una relació entre els gens i les característiques observables establertes per les lleis de Mendel sobre l'herència. per tant hi ha una clara correlació entre informació genètica o genotip i trets observables o fenotip. els factors ambientals tenen poca influència sobre la majoria dels trets mendelians. no obstant això també sabem que les lleis de Mendel no són aplicables a la majoria dels trets i malalties. Així gairebé tots els fenotips emergeixen d'interaccions extremadament complexes entre els gens múltiples (loci) i el medi ambient. és a dir, per a molts trets no hi ha una correspondència simple entre genotip i fenotipo.3
L'Estudi d'associació del genoma complet (GWAS) pretén resoldre aquest problema i és un element bàsic de la moderna genètica de poblacions. El propòsit dels GWAS és relacionar la variació genotípica amb la variància fenotípica que s'expressaria mitjançant el concepte d'heretabilitat que es defineix com la fracció de la variació fenotípica que podem atribuir a la variació genètica (heretabilitat igual a zero vol dir que tota la variància fenotípica és mediambiental, mentre que una heretabilitat igual a un significa que és completament genètica).

Com assenyala Richard Lewontin hi ha problemes en la selecció de poblacions:
La rellevància mateixa de la naturalesa física del medi ambient ve determinada pels mateixos organismes (...). Un bacteri que viu en un líquid no sent la gravetat ja que és molt petita (...) però la seva grandària està determinat pels seus gens, de manera que la diferència genètica que hi ha entre nosaltres i el bacteri és el que determina que la força de la gravetat sigui rellevant per a nosaltres.
Hi hauria molts exemples on l'heretabilitat resta subjecta més al medi ambient que als gens. Per exemple el coeficient d'intel·ligència (CI) on els estudis mostren un llarg i sostingut augment en les puntuacions de CI durant el segle XX (l'anomenat efecte Flynn), revelant així l'enorme importància de la influència entorn en comparació de la de la genètica en la determinació del CI.

### Utilització del determinisme biològic pel neoliberalisme
Per Pankaj, tot i el limitat èxit de l'Estudi d'associació del genoma complet -que no arriben ni a explicar l'estatura-, els deterministes biològics es mostren arrogants i pretenen que es podrà en un futur explicar amb les bases genètiques de trets mal definits, temporalment variables i de difícil quantificació com la intel·ligència, l'agressivitat o les preferències polítiques. Com que hi ha observació considerada científica el determinisme biològic pot semblar plausible -a més ningú dubta que els elements constitutius més bàsics d'un organisme estan codificats en el seu material genètic i que l'evolució ha donat forma a aquests gens mitjançant algun tipus de combinació de variabilitat i selecció genéticas- però voler explicar el comportament humà és clarament desgavellat. Nigel Goldenfeld i Leo Kadanoff ressalten la importància de les propietats emergents del sistema en el seu conjunt per a la seva comprensió i la inutilitat d'explicacions d'inferior rang -teoria de sistemes-. No pot reduir-se les propietat d'un ésser viu als seus gens. En un altre camps Engels i Karl Marx van sostenir la mateixa opinió en relació amb la quantitat i la qualitat, així Marx va assenyalar que a partir de cert punt, les diferències merament quantitatives passen a constituir canvis qualitatius.
Actualment les grans empreses obtenen grans beneficis i una petita elit acumula enormes quantitats de riquesa i la desigualtat arriba a nivells propers als de denominada Gilded Age. Les contradiccions existents del capitalisme i del capitalisme neoliberal segons Pankaj, es fan cada vegada més evidents -no hi ha igualtat d'oportunitats, ni mèrit, ni drets democràtics reals-. Apareix llavors el determinisme biològic que ofereix explicacions científiques per donar compte de les contradiccions de civilització creades pel capitalisme. Si totes les explicacions es redueixen a la genètica -la qual cosa és cert en alguns aspectes-, llavors ja no hem de pensar en raons socials, econòmiques, polítiques, etc.
Assenyala Pankaj que el crític literari Roberto Schwarz ja va assenyalar que el determinisme biològic és una il·lusió socialment necessària ben fundada en la mera aparença. I com que, a semblança de l'art i la literatura, la ciència reflecteix el procés social a què deu la seva existència. Els científics hereten els prejudicis de les societats en què viuen i treballen.
Segons Pankaj en cap altre lloc això resulta més evident que L'encarnació moderna del determinisme biològic, amb els seus suposats decididament neoliberals sobre els humans i les societats és el cúlmen d'aquest plantejament. L'abús de la genètica i de la teoria de l'evolució -el darwinisme social- han justificat la dominació i la desigualtat; l'esclavitud i el colonialisme, les explicacions científiques de la violació i el patriarcat i les explicacions genètiques de la superioritat inherent de l'elit governant. En l'era genòmica en què ens trobaríem caldria vigilar que li genètica no justifiqui els abusos del neoliberalisme.